# Aeropuerto de El Charco
El Aeropuerto de El Charco (IATA: ECR, ICAO: SKEH) es un aeropuerto que sirve a la población de El Charco, Nariño en Colombia. La pista está situada de manera paralela al río Tapaje, unos 3 kilómetros río arriba de la ciudad.

## Destinos

### Destinos chárter y estacionales
- TAC
  - Cali / Aeropuerto Alfonso Bonilla Aragón